# Tân Phú Trung, Củ Chi
Tân Phú Trung là một xã thuộc huyện Củ Chi, Thành phố Hồ Chí Minh, Việt Nam.
Xã Tân Phú Trung có diện tích 30,78 km², dân số năm 2021 là 50.913 người,  mật độ dân số đạt 1.654 người/km².